# Ирвинг, Клиффорд
Клиффорд Ирвинг (Clifford Irving, 5 ноября 1930 — 19 декабря 2017) — американский писатель
 и журналист, который в 1971 г. сфальсифицировал автобиографию миллионера Говарда Хьюза. За мошенничество был осуждён на 2,5 года тюремного заключения.

## Биография
Сын нью-йоркского художника, который разрабатывал обложки для журнала Collier’s. Первый роман опубликовал в 1956 году. В 1960-е гг. жил на Ибице, имел репутацию плейбоя, сменил четырёх жён. После знакомства с Элмиром де Хори, знаменитым фальсификатором произведений искусства, который вёл на Ибице жизнь отшельника, опубликовал в издательстве McGraw-Hill книгу бесед с ним, озаглавленную «Фальшивка!» (1969).
После того, как «Фальшивка!» вошла в список бестселлеров, респектабельное издательство заключило с Ирвингом контракт на $765 000, предусматривавший публикацию автобиографии другого знаменитого отшельника — миллионера Говарда Хьюза. Всё содержимое книги, включая переписку с миллионером и подборку интервью, было сфальсифицировано Ирвингом и его агентом. Они рассчитывали, что Хьюз настолько потерял интерес к современности, что не обратит внимание на публикацию.
В начале 1972 года Хьюз неожиданно организовал аудиоконференцию с журналистами, во время которой заявил, что всё содержимое «Автобиографии Говарда Хьюза» сфабриковано от начала до конца. Ирвинг поставил под сомнение принадлежность Хьюзу голоса, звучавшего во время аудиоконференции, и попытался скрыться в Швейцарии, но был задержан полицией. Провёл за решёткой в общей сложности 17 месяцев и затем сам же рассказал о скандале в книге «Мистификация» (The Hoax, 1981).

## В кино
- «Ф как фальшивка» (1974), последний фильм Орсона Уэллса, содержит среди прочего рассказ о похождениях Ирвинга.
- «Мистификация» (2007), вольная экранизация книги 1981 года, в роли Клиффорда Ирвинга — Ричард Гир.